# Wouter van der Steen
Wouter van der Steen (Vught, 3 giugno 1990) è un calciatore olandese, portiere del Willem II.

## Carriera
È cresciuto nelle giovanili dell'Helmond Sport.

## Statistiche

### Presenze e reti nei club
Statistiche aggiornate al 6 gennaio 2017.
| Stagione             | Squadra              | Campionato           | Campionato | Campionato | Coppe nazionali | Coppe nazionali | Coppe nazionali | Coppe continentali | Coppe continentali | Coppe continentali | Altre coppe | Altre coppe | Altre coppe | Totale | Totale | Totale |
| Stagione             | Squadra              | Comp                 | Pres       | Reti       | Comp            | Pres            | Reti            | Comp               | Pres               | Reti               | Comp        | Pres        | Reti        | Pres   | Reti   |        |
| -------------------- | -------------------- | -------------------- | ---------- | ---------- | --------------- | --------------- | --------------- | ------------------ | ------------------ | ------------------ | ----------- | ----------- | ----------- | ------ | ------ | ------ |
| 2010-2011            | Helmond Sport        | EED                  | 6          | -9         | CO              | 0               | 0               |                    | -                  | -                  |             | -           | -           | 6      | -9     |        |
| 2011-2012            | Helmond Sport        | EED                  | 0          | 0          | CO              | 0               | 0               |                    | -                  | -                  |             | -           | -           | 0      | 0      |        |
| 2012-2013            | Helmond Sport        | EED                  | 32+2       | -49;-5     | CO              | 1               | -3              |                    | -                  | -                  |             | -           | -           | 35     | -57    |        |
| 2013-2014            | Helmond Sport        | EED                  | 37         | -62        | CO              | 1               | -3              |                    | -                  | -                  |             | -           | -           | 38     | -65    |        |
| 2014-2015            | Helmond Sport        | EED                  | 36         | -78        | CO              | 0               | 0               |                    | -                  | -                  |             | -           | -           | 36     | -78    |        |
| 2015-2016            | Helmond Sport        | EED                  | 35         | -58        | CO              | 2               | -2              |                    | -                  | -                  |             | -           | -           | 37     | -60    |        |
| Totale Helmond Sport | Totale Helmond Sport | Totale Helmond Sport | 148        | -261       |                 | 4               | -8              |                    | -                  | -                  |             | -           | -           | 152    | -269   |        |
| 2016-2017            | Heerenveen           | ERE                  | 0          | 0          | CO              | 0               | 0               |                    | -                  | -                  |             | -           | -           | 0      | 0      |        |
| 2017-2018            | Heerenveen           | ERE                  | 4          | -7         | CO              | 1               | -1              |                    | -                  | -                  |             | -           | -           | 5      | -8     |        |
| Totale carriera      | Totale carriera      | Totale carriera      | 152        | -268       |                 | 5               | -9              |                    | -                  | -                  |             | -           | -           | 157    | -277   |        |